# Wojna polsko-turecka (1633–1634)
Wojna polsko-turecka (1633–1634) – wojna pomiędzy Rzecząpospolitą a Imperium Osmańskim, zwana też wojną z Abazy paszą (wojną Abazy paszy), nieformalna wojna polsko-turecka w latach 1633–1634
Mehmed Abazy – turecki pasza Silistrii – chciał wykorzystać zaangażowanie Polski w wojnę polsko-rosyjską (1632–1634). W lecie 1633 hetman Stanisław Koniecpolski odparł zwiad tatarski, biorąc do niewoli m.in. syna Kantymira Murzy. Abazy ze swoją główną armią – ok. 5000 do 10 000 – został pokonany przez Koniecpolskiego we wrześniu.
W 1634 sam sułtan rozważał interwencję, ale inni wasale Imperium Osmańskiego zaatakowali Rosję, a Polacy odnosili zwycięstwa w wojnie z Rosją, co pokrzyżowało mu plany. Gdy Polska skoncentrowała siły na granicy, sułtan zdecydował się na pokój z Polską, a Abazy został skazany na śmierć. Sułtan następnie rozpoczął wojnę z Persją.

## Geneza
Zwycięstwo chocimskie oraz zawarcie traktatu z Turcja, a także zamieszki wewnętrzne po śmierci sułtana Osmana II (20 maja 1622 roku) zapewniały Rzeczypospolitej pokój ze strony państwa osmańskiego. Jednak południowo-wschodnie kresy nadal były narażane na najazdy tatarskie organizowane przez przywódców koczowników znajdujących się pod zwierzchnictwem chana krymskiego. Do większych wypraw należał na przykład wypad ordy budziackiej na Lwów – Stryj – Przemyśl pod wodzą Kantymira w 1624 r. (porównaj bitwa pod Martynowem). Sułtan turecki i jego lennik – chan krymski – nie byli w stanie powstrzymać przed łupieżczymi najazdami koczowniczych ordyńców, których do napadów na sąsiednie kraje popychało często widmo głodu wywołane suszą czy pomorem bydła. Podobnie król polski nie potrafił zmusić Kozaków zaporoskich do respektowania pokoju z Turcją i powstrzymania się od „chadzek” na czarnomorskie wybrzeża Turcji.
Bezkrólewie po śmierci Zygmunta III Wazy stało się dogodną okazją do ataku na Polskę. Z jednej strony postanowili wykorzystać to Rosjanie, rozpoczynając wojnę smoleńską, z drugiej strony próbę zdobycia Kamieńca Podolskiego podjął ambitny i skłonny do ryzykownych przedsięwzięć pasza Sylistrii, Mehmed Abaza.
Abazy pasza liczył prawdopodobnie na zaangażowanie sił polskich w wojnę z Moskwą i łatwy sukces, gdyż otrzymał posiłki od lenników tureckich: hospodarów Mołdawii i Wołoszczyzny oraz wspomnianego wcześniej Kantemira, poddanego innego lennika tureckiego – chana krymskiego. Akcja paszy sylistryjskiego odbywała się bez wiedzy i zgody Porty. Sam Abazy tłumaczył w liście do Koniecpolskiego, że wystąpił przeciwko Rzeczypospolitej z powodu wypraw kozackich, ją oskarżając o naruszenie pokoju.

## Przebieg

### Bitwa pod Sasowym Rogiem (4 lipca 1633)
W czerwcu 1633 r. granice Polski przekroczył czambuł około tysiąca ordyńców budziackich, którzy dokonali grabieżczego najazdu, licząc na wybuch wojny polsko-tureckiej, lub, co bardziej prawdopodobne, działając z polecenia Abazy paszy jako jego zwiad. Tatarzy przekroczyli Dniestr w okolicy wsi Hrynczuk pod Żwańcem i ruszyli na odległy o 6 mil Kamieniec, którego okolice spustoszyli i złupili.
Na wieść o napadzie stacjonujący wówczas w Barze hetman wielki koronny Stanisław Koniecpolski, zebrawszy ok. 2-2,5 tysiąca jazdy ruszył w pogoń za Tatarami wycofującymi się z łupem i jeńcami. Uchodzący czambuł, przekroczywszy granice Mołdawii, poczuł się bezpieczny i zwolnił tempo ucieczki. Tymczasem hetman nie zaprzestał pogoni. Do starcia doszło 4 lipca koło Sasowego Rogu nad Prutem. Jazda polska odniosła zwycięstwo. Wielu znaczniejszych Tatarów dostało się do niewoli (m.in. zięć Kantymira). Odebrano im łupy i jeńców wziętych pod Kamieńcem.

### Bitwa pod Paniowcami (22 października 1633), zwana też bitwą pod Kamieńcem

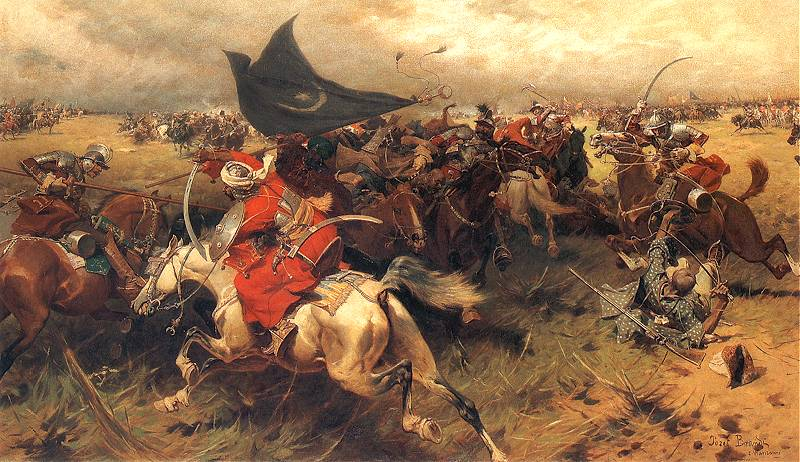
„Walka o sztandar turecki” – epizod z wojen polsko-tureckich XVII w. według J. Brandta

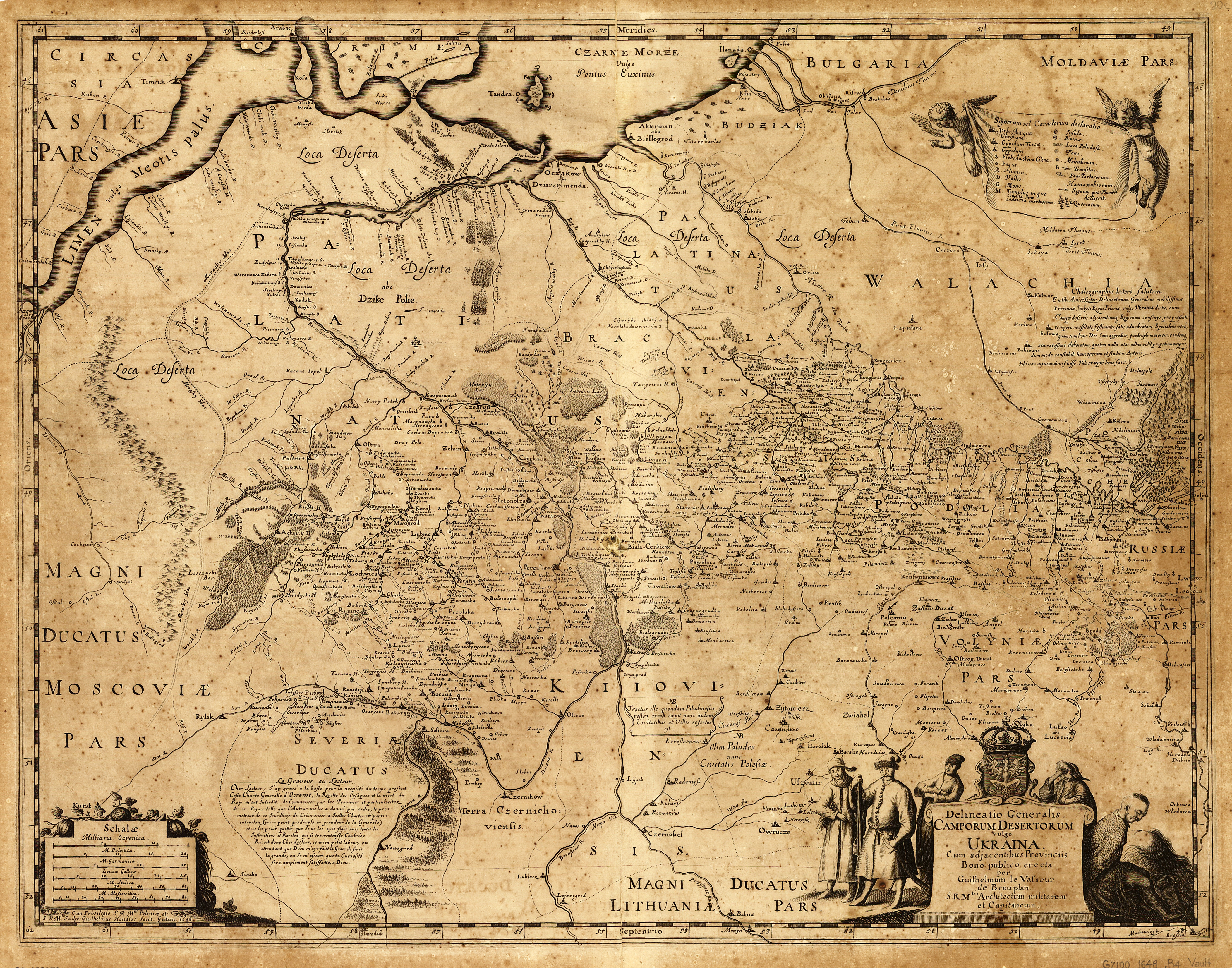
Delineatio Generalis Camporum Desertorum vulgo Ukraina. Cum adjacentibus Provinciis Mapa Wilhelma Beauplana z 1648 wykonana na zlecenie Władysława IV obejmująca województwa: kijowskie, bracławskie, czernihowskie, podolskie, wołyńskie i wschodnią część województwa ruskiego. Północ na dole mapy

Po pierwszym sukcesie Koniecpolski wycofał się na lewy brzeg Dniestru i rozpoczął przygotowania do odparcia spodziewanego najazdu Abazy paszy. Pod Kamieńcem Podolskim założył obóz warowny, do którego ściągał żołnierzy kwarcianych, Kozaków oraz nieco prywatnych wojsk magnatów kresowych.
Pod koniec września Abazy pasza na czele oddziałów tureckich, posiłkowych wojsk mołdawskich i wołoskich oraz Tatarów budziackich ruszył w kierunku granic Rzeczypospolitej. Otrzymawszy informacje o polskich przygotowaniach, nawiązał rokowania z Koniecpolskim, zapewne w celu uśpienia czujności hetmana. Jednocześnie Abazy otrzymał informacje o niezadowoleniu sułtana i wielkiego wezyra z jego inicjatywy, zrozumiał więc, że jedynie spektakularny sukces uchroni go przed karą za naruszenie pokoju.
Najprawdopodobniej 20 października wojska Abazy przekroczyły Dniestr, a 22 października doszło do bezpośredniego starcia. Silny ogień polskiej artylerii zaskoczył przeciwników i załamał pierwszy szturm na warowny obóz polski. Podczas kolejnego ataku Turcy i Tatarzy uderzyli na lewe skrzydło polskie, a Wołosi na prawe. Tatarom udało się nawet wedrzeć na pozycje polskie, zostali jednak stamtąd wyparci.
Wobec zaciętej obrony polskiego obozu Abazy postanowił zwinąć oblężenie i wycofać się w kierunku Dniestru. Po drodze obległ i spalił niewielki zameczek w Studzienicy, broniony przez trzy dni między innymi przez miejscowych chłopów.
Podjęta przez Abazę decyzja o odwrocie została zapewne podyktowana kilkoma czynnikami: brakiem perspektyw na spektakularny sukces, nieprzychylną postawą Istambułu wobec inicjatywy paszy silistryjskiego oraz nieprawdziwymi wieściami o zbliżającej się odsieczy kozackiej.

### Rok 1634
Murad IV, który nie aprobował oficjalnie najazdu, sprzyjał po cichu ekspedycji. Gotów był rozpocząć oficjalne działania wojenne w razie sukcesów Abazy. Jednak w obliczu niepowodzeń wyprawy odciął się od niej. Abazy pasza próbował jeszcze nakłonić sułtana do szerszej akcji, lecz było to nieskuteczne.
Sułtański czausz Szahin aga przekonywał w Warszawie, że wyprawa Abazy była inicjatywą prywatną i nieporozumieniem, zabiegając o przywrócenie pokojowych stosunków między Rzecząpospolitą a Turcją. Obiecywał też surowe ukaranie winnego zamieszania.
Nieudana wyprawa Abazy paszy ściągnęła na niego gniew sułtana i karę śmierci. Nowy pasza Sylistrii – Murtaza, otrzymał polecenie utrzymywania dobrych stosunków z Polską.

## Konsekwencje
Pertraktacje w latach 1634-1635 doprowadziły do przyjęcia obustronnych zobowiązań pokojowych; w sprawie Kozaków i Tatarów powzięto postanowienia co do kontroli, która miała uniemożliwić im podejmowanie agresywnych kroków.
W dwa tygodnie po zakończeniu obrad sejmowych (19 sierpnia) Stanisław Koniecpolski i Szahin-aga zawarli układ będący powtórzeniem traktatu z 1621 r.